# ラブ&デス (ミニシリーズ)
『ラブ&デス』（Love & Death）はアメリカの犯罪ドラマ・ミニシリーズである。レスリー・リンカ・グラッターと クラーク・ジョンソンが監督し、デビッド・E・ケリーが脚本を書いて、2023年4月27日からHBO Maxで配信された。

## 概要
シリーズはテキサス州ワイリーを舞台とし、専業主婦のキャンディ・モンゴメリーにまつわる実話に基づく。

## キャスト

### メイン
- エリザベス・オルセン : キャンディ・モンゴメリー（英語版） - 専業主婦
- ジェシー・プレモンス : アラン・ゴア - キャンディの不倫相手
- リリー・レーブ : ベティ・ゴア - アランの妻
- パトリック・フュジット : パット・モンゴメリー - キャンディの夫
- クリステン・リッター : シェリー・クレックラー - キャンディの親友
- トム・ペルフリー（英語版） : ドン・クラウダー - キャンディやアランの教会仲間で弁護士
- エリザベス・マーヴェル : ジャッキー・ポンダー - キャンディの通う教会の牧師で友人
- キーア・ギルクリスト（英語版） : ロン・アダムズ - ジャッキーの後任の牧師

### リカーリング
- Amelie Dallimore : ジェニー・モンゴメリー - キャンディの娘
- Liam Pileggi : イアン・モンゴメリー - キャンディの息子
- Harper Heath : アリサ・ゴア - アランとベティの娘
- Olivia Applegate : キャロル・クラウダー - ドンの妻でキャンディの教会仲間
- Kira Pozehl : エレーヌ・ウィリアムス - 教会のオルガン奏者
- Bonnie Gayle Sparks: ジョー・アン・ガーリントン - ゴア家の隣人
- Aaron Jay Rome : リチャード・ガーリントン - ゴア家の隣人
- Sara Burke : バーバラ・グリーン - キャンディの教会仲間
- Richard C. Jones : トム・クレックラー - シェリーの夫
- Matthew Posey : ボブ・ポメロイ - ベティの父

### ゲスト
- ベス・ブロデリック : バーサ・ポメロイ - ベティの母
- Drew Waters : ジェリー・マクマーン - ゴア家の隣人
- Brad Leland : ロイス・アボット - ワイリー警察署署長
- ブライアン・ダーシー・ジェームズ : フレッド・フェイソン - ヒューストンの精神科医
- マッケンジー・アスティン :  トム・オコンネル - 弁護士
- Adam Cropper : ロバート・ユーダシェン - 弁護士
- ブルース・マッギル : トム・ライアン - 判事
- Charlie Talbert : レスター・ゲイラー - ゴア家の隣人
- Dave Maldonado : ジム・コクレーン - 刑事

## あらすじ
1978年、夫パットと二人の子と暮らす主婦のキャンディは結婚生活に飽き足らず、教会に通う仲間のアランに不倫を持ちかけて二人は逢瀬を重ねる。アランの妻ベティに二人目の子が産まれて不倫関係を止める。1980年、不倫を知ったベティは、夫の出張中に家を訪れて来たキャンディに斧で襲い掛かる。夜、ベティの惨殺死体が発見される。キャンディは当初無関係を装うが、アランとの不倫を認めたのちに逮捕される。キャンディは教会仲間で弁護士のドンに弁護を依頼し、襲ってきたベティに反撃して殺したと告白する。メディアはキャンディを殺人犯として扱う。裁判でドンは、キャンディが正当防衛でベティを殺したと主張し、検察側は遺体に残る40もの傷を挙げて犯行の残虐性を主張する。ドンは精神科医の証言を得て、幼児期の体験から蓄えられたキャンディの怒りが爆発したと主張し、無罪判決を得る。パットはキャンディの不倫を許して支え続け、一家は別の土地に引っ越す。

## エピソード
| 通算 話数 | タイトル                          | 監督                         | 脚本                | 公開日        |
| --- | --------------------------------- | ---------------------------- | ------------------- | ------------- |
| 1 | "狩る女" "The Huntress"           | レスリー・リンカ・グラッター | デビッド・E・ケリー | 2023年4月27日 |
| 1978年、テキサス州ダラス郊外のワイリーに住む専業主婦のキャンディ・モンゴメリーは夫と二人の子供と共に暮らす。結婚生活に飽き足らず、同じ教会に通う既婚のアラン・ゴアに魅かれる。アランの妻ベティが二人目の子供を持つことに執心するにつれ、二人の結婚生活に緊張が生じる。キャンディは不倫関係を持とうとアランに持ち掛け、二人は慎重に検討する。キャンディの友人の牧師のジャッキーは止めようとするも徒労に終わる。キャンディの親友のシェリーも打ち明けられる。キャンディとアランは、感情的に深入りしそうになったら関係を止める約束の上で、不倫関係を始める。         |                                   |                              |                     |               |
| 2 | "出会いの中で" "Encounters"       | レスリー・リンカ・グラッター | デビッド・E・ケリー | 2023年4月27日 |
| キャンディとアランは不倫関係を重ね、やがて愛情を感じ合うようになるも、約束に反して関係を止めようとはしない。ベティは妊娠し、やがて出産する。アランは別れを切り出してキャンディを怒らせる。アランとベティは教会に後援された結婚生活を見直すセミナーの「マリッジ・エンカウンター」に参加して、夫婦仲が復活する。離婚したジャッキーは教会を去り、後任のロンは信者たちに受け入れられない。 |                                   |                              |                     |               |
| 3 | "前に進むために" "Stepping Stone" | レスリー・リンカ・グラッター | デビッド・E・ケリー | 2023年4月27日 |
| 1979年10月、アランは別れを切り出し、キャンディは狼狽するも立ち直る。キャンディはシェリーとリフォームの事業を立ち上げる。ベティはアランとキャンディの仲を疑い始める。キャンディはパットを誘ってマリッジ・エンカウンターに参加する。パットはアランから妻に宛てたラブレターを見つけ、シェリーに確認して終わったことだと聞かされ、キャンディと和解する。ゴア家は教会に来なくなる。1980年、アランが二日間の出張に出かけ、キャンディは用事を足すために一人きりのベティを訪ねる。ベティにアランと不倫をしたか尋ねられ、キャンディは認める。ベティは斧を持ち出す。       |                                   |                              |                     |               |
| 4 | "邪悪な行いはするな" "Do No Evil" | レスリー・リンカ・グラッター | デビッド・E・ケリー | 2023年5月4日  |
| ベティは逆上して斧を持ってキャンディを襲う。しばらくして、キャンディがゴア家を出て、何事もなかったかのように家に帰り、着替えをする。出張先でベティに連絡がつかないアランは不審に思い、近所の人々に家を調べてもらい、ベティの死体が見つかる。最後にベティに会ったことになるキャンディは警察の取り調べを受ける。アランは警察に、かつてベティが不倫をしたことと、自分がキャンディと不倫をしたことを告白する。 |                                   |                              |                     |               |
| 5 | "逮捕" "The Arrest"               | クラーク・ジョンソン         | デビッド・E・ケリー | 2023年5月11日 |
| 警察がキャンディを取り調べ、キャンディはアランと不倫をしたことを認めるも、ベティ殺しは否定する。キャンディは教会仲間のドンに弁護を頼み、ベティに襲われ反撃して殺したと打ち明ける。ドンは、夫パットを含む誰にも事件のことを話さないよう命じる。キャンディは逮捕されるも、ドンの努力で保釈される。メディアが事件をセンセーショナルに取り上げ、世論はキャンディを犯人とする方向となる。ドンはキャンディをヒューストンの精神科医フェイソンに診せ、催眠術によりキャンディの抑えられていた感情が表面化する。キャンディの頼みで、ドンは事件の真相をパットに打ち明ける。 |                                   |                              |                     |               |
| 6 | "裁判の行方" "The Big Top"        | クラーク・ジョンソン         | デビッド・E・ケリー | 2023年5月18日 |
| 陪審員選任で、ドンはキャンディが正当防衛でベティを殺したと主張し始める。裁判が始まり、アランは正直にキャンディの不倫やベティの不安定な精神状態を証言する。キャンディは抗不安薬を飲み続け、ドンは無反応さが陪審員に悪印象を残すことを心配する。ドンはキャンディが殺人を計画したはずがないことを主張するも、検察側は遺体に残る40もの傷を挙げて犯行の残虐性を強調する。ドンは抗不安薬の影響を抜け出すためにキャンディの証言の翌日への延期をライアン判事に求めるが、10分しか認められない。                                                                           |                                   |                              |                     |               |
| 7 | "シーッ" "Ssssshh"                | レスリー・リンカ・グラッター | デビッド・E・ケリー | 2023年5月25日 |
| キャンディは、ベティに襲われたのちに我を忘れて反撃したと証言する。精神科医は、幼少時のトラウマが表に出てベティを繰り返し斧で攻撃したと証言する。ドンはベティが難しい人物だったとの証言を集める。キャンディは無罪となる。モンゴメリー家はジョージア州に引っ越し、キャンディはゴア家に立ち寄りアランに別れを告げる。 |                                   |                              |                     |               |

## その他
- 『キャンディ: 隠された狂気』(Candy) : 同事件にもとづく2022年配信のミニシリーズ